# Satjagraha
Satjagraha (sanskrtsko सत्याग्रह; skovanka iz besed satja – »resnica« in āgraha – »vztrajnost«) je oblika nenasilnega upora oz. državljanske nepokorščine, ki jo je razvil Mahatma Gandhi in jo uporabil kot vodja gibanja za neodvisnost Indije, še pred tem pa ob prizadevanju za pravice Indijcev v Južni Afriki.
Sprva je svoj koncept imenoval pasivni upor, kasneje pa se je pričel distancirati od pojma pasivni upor kot so ga prakticirali na Zahodu, saj se drugi niso brezpogojno odrekli nasilju.